# Michelle Pearson
Pour les articles homonymes, voir Pearson.
Michelle Pearson, née le 22 avril 1962, est une nageuse australienne.

## Palmarès

### Jeux olympiques
- Los Angeles 1984
  -  Médaille de bronze en 200 m 4 nages[1].